# John Darwin Atapuma Hurtado
John Darwin Atapuma Hurtado (Túquerres, Nariño, 15 de gener de 1988) és un ciclista colombià, professional des del 2009. Actualment corre a l'equip Colombia Tierra de Atletas-GW Bicicletas.
En el seu palmarès destaca el campionat nacional en ruta del 2008 i una etapa a la Volta a Polònia de 2013.
L'any 2014 deixa l'equip Colombia, on havia competit 5 temporades i fitxa per Aquell mateix any disputà el seu primer Tour de França, però es va veure obligat a abandonar en la 7a etapa per culpa d'una caiguda que li provocà una fractura de fèmur.

## Palmarès
- 2007
  - Vencedor de 2 etapes de la Volta a l'Equador
- 2008
  -  Campió de Colòmbia en ruta
- 2009
  - Vencedor d'una etapa al Tour de Beauce
- 2012
  - Vencedor d'una etapa al Giro del Trentino
- 2013
  - Vencedor d'una etapa a la Volta a Polònia
- 2016
  - Vencedor d'una etapa a la Volta a Suïssa
- 2021
  - Vencedor d'una etapa a la Volta a Colòmbia

### Resultats al Giro d'Itàlia
- 2013. 18è de la classificació general
- 2015. 16è de la classificació general
- 2016. 9è de la classificació general
- 2018. 61è de la classificació general

### Resultats al Tour de França
- 2014. Abandona (7a etapa)
- 2017. 41è de la classificació general
- 2018. 69è de la classificació general

### Resultats a la Volta a Espanya
- 2015. 56è de la classificació general
- 2016. 32è de la classificació general
- 2017. 20è de la classificació general
- 2019. 61è de la classificació general